# Damir Martin
Pour les articles homonymes, voir Martin.
Damir Martin, né le 14 juillet 1988 à Vukovar, est un rameur croate qui pratique l'aviron.

## Palmarès

### Jeux olympiques
- 2012 à Londres,  Royaume-Uni
  -  Médaille d'argent en quatre de couple
- 2016 à Rio, Brésil
  -  Médaille d'argent en skiff
- 2020 à Tokyo, Japon
  -  Médaille de bronze en skiff

### Championnats du monde
- 2010 à Karapiro,  Nouvelle-Zélande
  -  Médaille d'or en quatre de couple
- 2011 à Bled,  Slovénie
  -  Médaille de bronze en quatre de couple

### Championnats d'Europe
- 2010 à Montemor-o-Velho,  Portugal
  -  Médaille d'argent en quatre de couple
- 2015 à Poznań,  Pologne
  -   Médaille d'or en Skiff